# Demonax musivus
Demonax musivus är en skalbaggsart som beskrevs av Francis Polkinghorne Pascoe 1869. Demonax musivus ingår i släktet Demonax och familjen långhorningar.
Artens utbredningsområde är Laos. Inga underarter finns listade i Catalogue of Life.